# مسافرون (فلم)
مسافرون (بالإنجليزية: Voyagers) هو فيلم خيال علمي أمريكي صدر عام 2020 من إخراج نيل بيرغر وبطولة كولين فاريل،تاي شيريدان،ليلي روز ديب وفيون وايتهيد.

## طاقم العمل
- لو لوبيل

## روابط خارجية
- مسافرون على موقع IMDb (الإنجليزية)
- مسافرون على موقع ميتاكريتيك (الإنجليزية)
- مسافرون على موقع روتن توميتوز (الإنجليزية)
- مسافرون على موقع ألو سيني (الفرنسية)
- مسافرون على موقع أول موفي (الإنجليزية)
- مسافرون على موقع فيلمافينيتي (الإسبانية)
- مسافرون على موقع قاعدة بيانات الفيلم (الإنجليزية)
- مسافرون على موقع ليتربوكسد (الإنجليزية)
- مسافرون على موقع كينوبويسك (الروسية)

لا توجد روابط لمواقع التواصل الاجتماعي.